# Mountain Stage
Mountain Stage ist eine wöchentlich ausgestrahlte zweistündige US-amerikanische Radioshow mit Schwerpunkt auf amerikanischer Bluegrass- und  Folkmusik. Die Sendung bietet Musikstile aus dem Spektrum der sogenannten Americana, vom traditioneller Old-Time Music bis hin zu Alternative Country.
Mountain Stage wird seit 1983 von West Virginia Public Broadcasting produziert und weltweit durch National Public Radio (NPR) und Voice of America verbreitet. Seit 2021 ist Kathy Mattea die Moderatorin; zuvor hatte von 1983 bis 2021 Larry Groce die Sendung moderiert. Dessen Moderation beschränkte sich jedoch jeweils nur auf eine kurze Vorstellung der Künstler; Interviews fanden nicht statt. Mountain Stage wird überwiegend im Culture Center Theater in Charleston (West Virginia) live aufgenommen und dann auf zwei Stunden Sendezeit geschnitten. Wie im Public Radio üblich, finanziert sich die Sendung sowohl mit öffentlichen Mitteln als auch durch private Sponsoren.
Jedes Jahr werden 26 neue Folgen aufgezeichnet. Mountain Stage bietet sowohl relativ unbekannten lokalen Gruppen als auch nationalen Stars eine Plattform. Pro Folge treten meist fünf verschiedene Einzelmusiker oder Gruppen auf, wobei die letzte halbe Stunde dem Star vorbehalten ist. So gut wie jeder Künstler, der im Bereich Bluegrass oder als Singer-Songwriter Rang und Namen hat, ist bereits einmal bei Mountain Stage aufgetreten. Viele Musiker wurden durch einen Auftritt hier überhaupt erstmals national bekannt.
Neben der Radioübertragung kann die Sendung auch auf ihrer Website heruntergeladen oder als Podcast abonniert werden. Dort ist jeweils das vollständige, ungeschnittene Livekonzert zu hören, das entsprechende Archiv reicht bis 2008 zurück.
Im Januar 2009 traten 17 Hippies aus Berlin auf der Mountainstage in Morgantown auf.